# Герб Кіровоградської області
Герб Кіровогра́дської о́бласті — це офіційний символ Кіровоградської області. затверджений рішеннями Кіровоградської обласної ради від 29 липня 1998 року № 24 та 23 жовтня 1998 року № 38.

## Опис
У червоному щиті золотий степовий (скіфський) орел із повернутою вправо головою; над щитом прямокутна синя хоругва з жовтим тризубом, оздоблена по периметру жовтою лиштвою й охоплена декоративними гілками; обабіч щит, обрамований золотим колоссям, знизу — дубовим листям, перевитими синьою стрічкою, закріпленою знизу золотим сувоєм, на стрічці подано золотими літерами девіз: «З добром до людей».
Автори — В. Кривенко та К. Шляховий, гасло — В. Сибірцев.

## Історія
Найдавнішим відомим державним утворенням, до складу якого входили землі сучасної Кіровоградщини, була Скіфія, яка існувала на території степової та лісостепової зон України з VII по III ст. до н. е. Біля села Кучерівки (нині Знам'янського району) у 1763 році при розкопках Литої Могили (Мельгуновського кургану) виявлено поховання вождя одного зі скіфських племен кінця VII — початку VI століття до н. е. При цьому знайдено золоті прикраси із зображенням степового орла, які і були використані як символ при розробці варіантів герба. При стилізації зображення орла збережено всі основні риси археологічної знахідки.

## Значення символіки
Орел вважається символом мужності та великодушності, проникливості та справедливості, сили і влади. У дохристиянських уявленнях співвідноситься з небом і світлом (сонцем). У християнській символіці передає ідею вічності праведного життя. В обох випадках знак орла є емблемою духовності. Золотий орел у символах Кіровоградської області символізує рідну землю, спадковість від минулих поколінь та духовне відродження нащадків.
Синя хоругва з тризубом вказує на належність області до України. Золоте пшеничне колосся підкреслює багатство хліборобського краю, золоте дубове листя — могутність і витривалість. Синій, жовтий і червоний (малиновий у прапорі) кольори підкреслюють давні козацькі традиції краю та багатство землі степової України.